# Daubeplusia
Daubeplusia là một chi bướm đêm thuộc họ Noctuidae.